# 叶尔羌河西岸灌区
叶尔羌河西岸灌区是中国新疆维吾尔自治区莎车县的一个灌区，其水源为叶尔羌河。灌区设计面积86.7万亩，实际面积为68.3万亩，进水闸设计流量为130立方米每秒。